# 보로로족

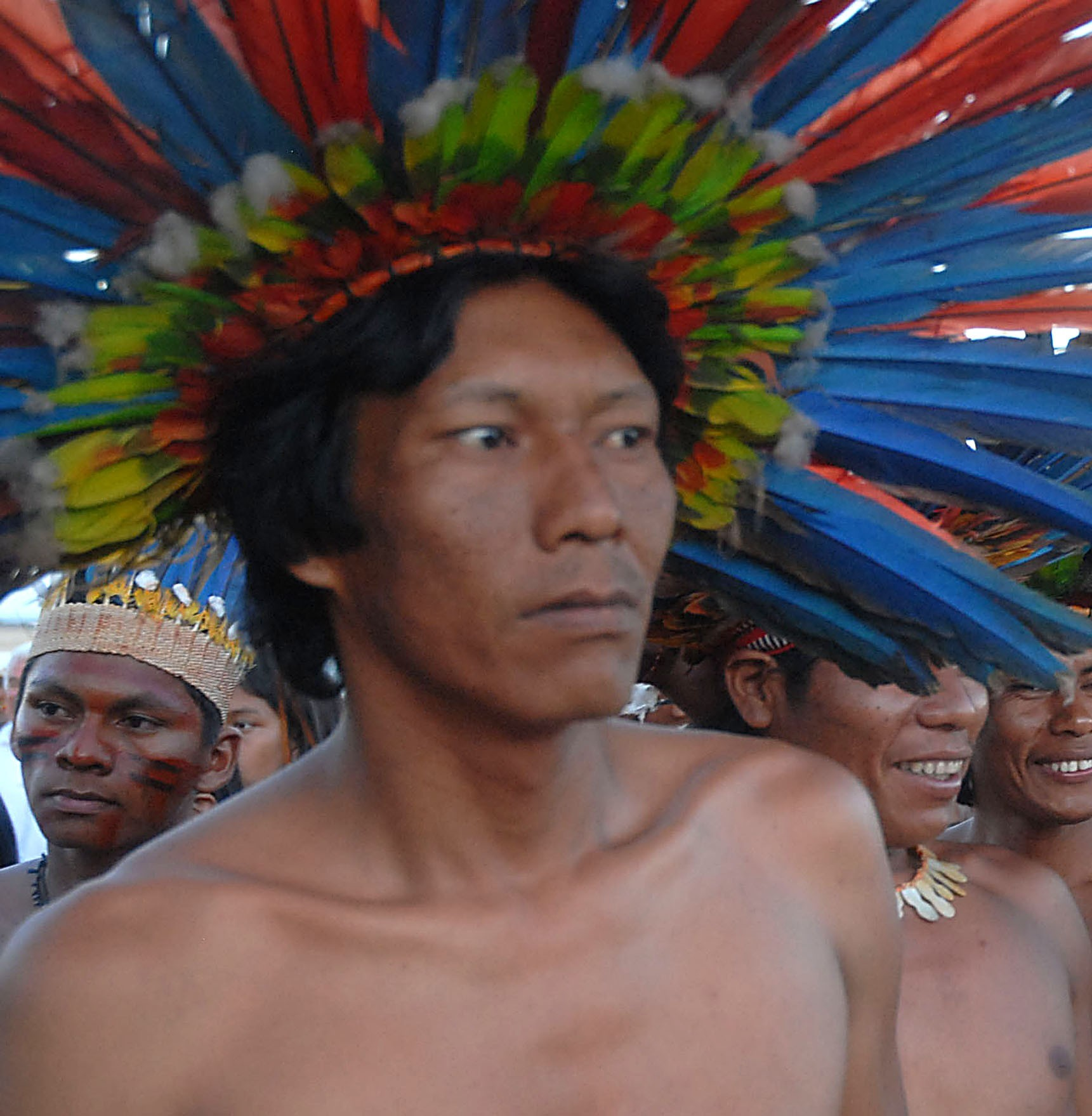

보로로족(Bororo)은 브라질 마투그로수주에 사는 원주민 집단이다. 이들은 또한 볼리비아와 브라질 고이아스주에도 퍼져 있다. 이들은 마투그로수 중부의 8개 마을에 산다. 언어는 확대 제어족의 보로로어족을 이루는 보로로어를 구사하며, 여전히 토착 애니미즘 신앙을 보존하고 있다.
브라질군 장교이자 FUNAI의 설립자인 칸디두 혼동(Cândido Rondon)은 부분적으로 보로로족의 혈통을 타고 났다. 보로로족의 문화는 인류학자 클로드 레비스트로스가 1930년대 현장연구로 상세히 탐구하여 슬픈 열대(1955)에서 기술한 것으로 잘 알려져 있다.

## 같이 보기
- 브라질 원주민